# Nico Bergold
Nico Bergold (thailändisch นิโก้ แบร์โกลด์; * 6. Juli 1994 in Heidelberg, Deutschland) ist ein deutsch-thailändischer Fußballspieler.

## Karriere
Nico Bergold erlernte das Fußballspielen in den Jugendmannschaften der TSG 1899 Hoffenheim, des SV Waldhof Mannheim und des SV Sandhausen. Die Saison 2013/14 spielte er in der zweiten Mannschaft vom SV Sandhausen. Mit der Mannschaft aus dem kurpfälzischen Sandhausen in Baden-Württemberg, spielte er in der Verbandsliga Nordbaden. Für den Verein stand er 15-mal auf dem Spielfeld. Nach einer Saison kehrte er am 1. Juli 2014 zu seinem ehemaligen Jugendverein SV Waldhof Mannheim zurück. Mit der zweiten Mannschaft des Vereins aus Mannheim spielte er ebenfalls in der Verbandsliga Nordbaden. Hier kam er 20-mal zum Einsatz. Zum Ligakonkurrenten SG Heidelberg-Kirchheim, einem Heidelberger Stadtteil, wechselte er zum 1. Juli 2015. Für die SG spielte er zwei Jahre und absolvierte 23 Ligaspiele. Über die unterklassigen Vereine FC Badenia St.Ilgen und FT Kirchheim zog es ihn Anfang Februar 2020 nach Thailand. Hier unterschrieb er einen Vertrag beim Samut Prakan FC. Der Verein aus Samut Prakan spielte in der vierten thailändischen Liga. Hier trat der Verein in der Bangkok Metropolitan an. Nach dem zweiten Spieltag wurde die Liga wegen der COVID-19-Pandemie unterbrochen. Während der Unterbrechung beschloss der Verband, dass nach Wiederaufnahme des Spielbetriebs die Thai League 3 und die Thai League 4 zusammengelegt werden. Nach Wiederaufnahme spielte Samut ebenfalls in der Bangkok Metropolitan Region der dritten Liga. Am 1. August 2020 wechselte er zum Ligakonkurrenten Nonthaburi United S.Boonmeerit FC. Am Ende der Saison feierte er mit dem Verein die Vizemeisterschaft der Region. Der Customs Ladkrabang United FC, ein Zweitligist, der ebenfalls in der Hauptstadt beheimatet ist, verpflichtete ihn am 1. Juni 2021. Sein Zweitligadebüt gab Nico Bergold am 31. Oktober 2021 (11. Spieltag) im Auswärtsspiel gegen den Navy FC. Hier stand er in der Startelf. In der 41. Minute zeigte ihm der Schiedsrichter nach einem Foulspiel die rote Karte. Navy gewann das Spiel 3:0. Ende Dezember 2021 wurde sein Vertrag nicht verlängert. Im gleichen Monat schloss er sich dem Drittligisten Chamchuri United FC an. Der Verein aus der Hauptstadt Bangkok spielte in der Bangkok Metropolitan Region der Liga. Hier bestritt er zwölf Ligaspiele. Im Sommer 2022 wurde sein Vertrag nicht verlängert. Anschließend spielte er für die unterklassigen Vereine Bangsaotong FC, AngSila FC und TOA Dovechem FC. Zu Beginn der Saison 2023/24 wechselte er zum Amateurligisten Euro Football Center. Mit dem Amateurteam spielt er in der Bangkok Premier League.